# Lycianthes sanctaeclarae
Lycianthes sanctaeclarae là loài thực vật có hoa trong họ Cà. Loài này được (Greenm.) D'Arcy mô tả khoa học đầu tiên năm 1976.